# 弗瑞曼人

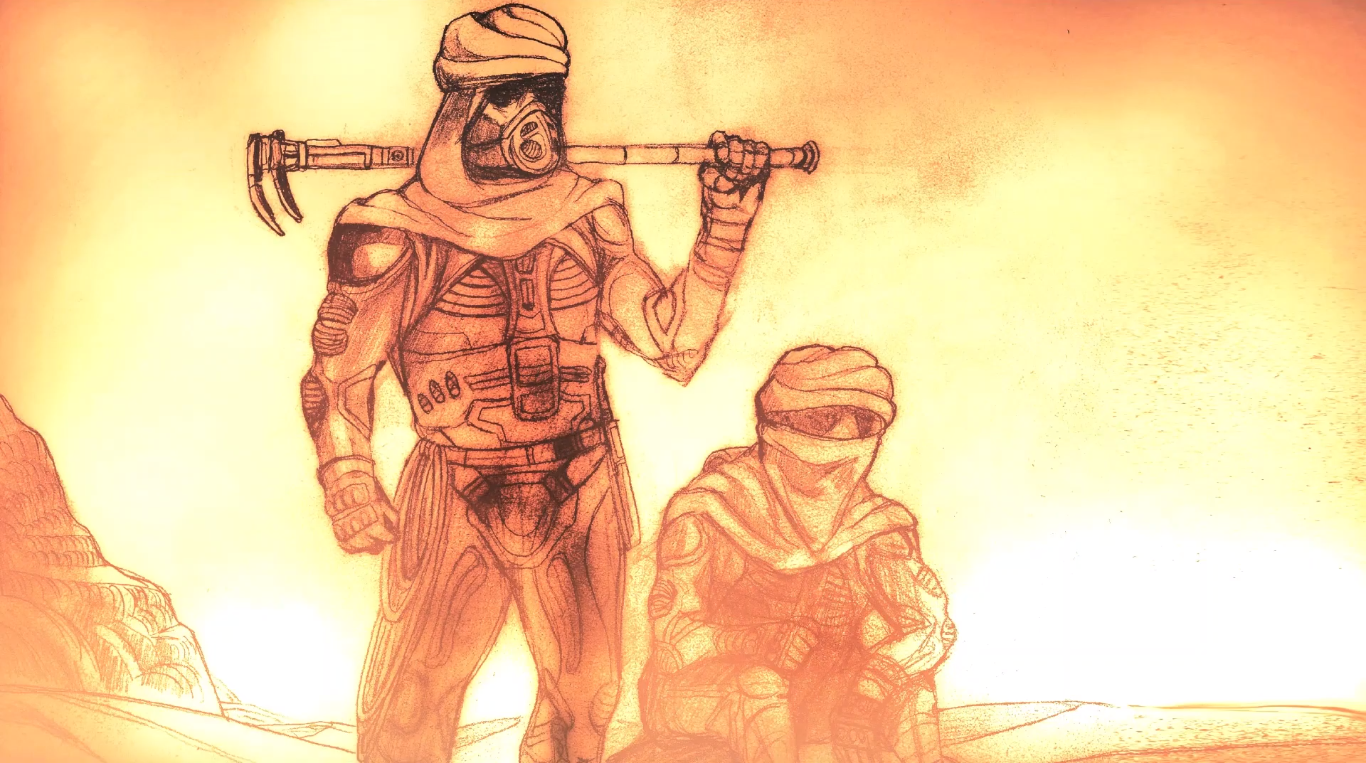
插畫呈現弗瑞曼人的穿著特徵

弗瑞曼人（英語：Fremen）是弗蘭克·赫伯特的虛構《沙丘》小說系列的一个虚构民族 。首次出现在 1965 年的小说《沙丘》中，弗里曼人居住在沙漠星球厄拉克斯 （也称为沙丘）中，这是宇宙中唯一已知重要香料混合物的唯一来源 - 长期以来被帝国其他人忽视并被认为是落后的野蛮人，实际上他们是一个非常顽强的民族，而且数量頗多。弗里曼人在小说事件发生前数千年就来到这个星球。随着时间的推移，為了能在厄拉克斯极其極端恶劣的自然條件下生存发展，他们调整了自己的生活方式與文化。弗里曼人以其能在極端条件下的生存能力與凶猛的战斗能力著称。由于水是此星球上的稀缺資源，他们的文化围绕着水的保存展开。赫伯特部分參考了居住在沙漠中的贝都因人和桑人的文化為基礎創作出弗里曼文化。